# Šanghajské komuniké

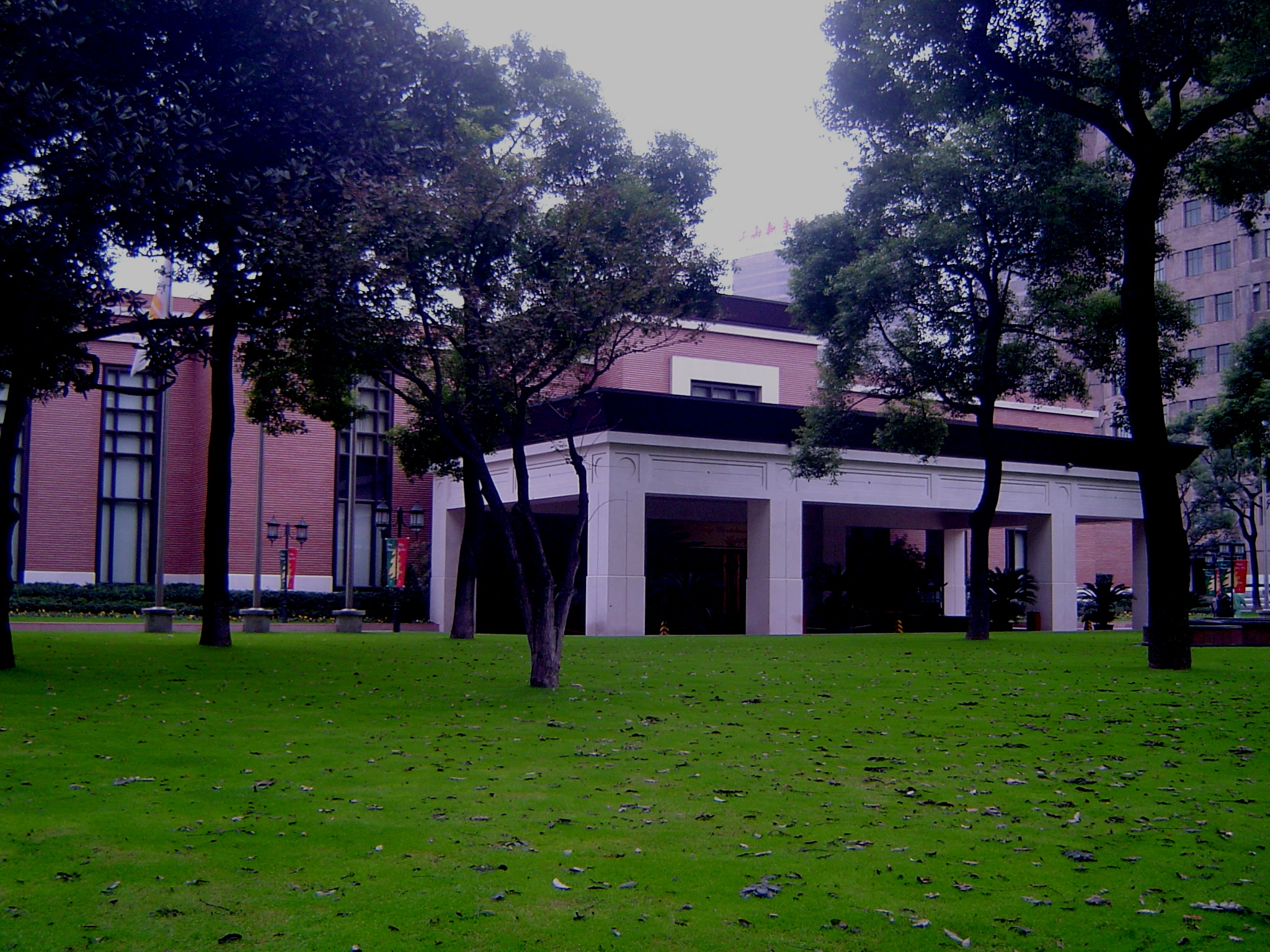
Sál hotelu Jinjiang v Šanghaji, místo podpisu komuniké

Šanghajské komuniké je dokument (pakt) podepsaný Čínskou lidovou republikou a Spojenými státy americkými. Komuniké bylo podepsáno v Šanghaji dne 27. února 1972, během návštěvy amerického prezidenta Richarda Nixona, jeho manželky Pat, ministra zahraničních věcí Williama Rogerse, asistenta prezidenta Henryho Kissingera a dalších úředníků. Hlavním důvodem této návštěvy a sepsání Šanghajského komuniké bylo normalizovat vztahy a rozvíjet spolupráci těchto dvou zemí.

## Historické pozadí
Na počátku 60. let propukla čínsko-indická válka, během této války se Sovětský svaz postavil na stranu Indie, což znamenalo poslední tečku za rusko-čínskými vztahy. V roce 1969 zahájily čínské vojenské oddíly útoky proti sovětským pohraničním strážím na ostrově Damanskij. Sovětský svaz čínské útoky odrazil. Výsledkem byla studená válka mezi těmito zeměmi, což přimělo Peking, aby rozvíjel své vztahy s Washingtonem jako protiváhu. Vztahy Sovětského svazu a Čínské lidové republiky se začaly postupně zlepšovat až po roce 1976, kdy zemřel Mao Ce-tung. Mezitím v Číně v letech 1966 – 1976 probíhala Kulturní revoluce, během níž se do čela strany znovu dostal Mao Ce-tung. Čankajšek, který byl předsedou Kuomintangu (KMT), držel do roku 1972 křeslo v OSN a reprezentoval Tchaj-wan.
Evropa byla v 70. letech rozdělena na Západní a Východní blok. Východní Evropa byla součástí Sovětského svazu. V roce 1968 Sovětský svaz obsadil Československo. Spojené státy hledaly spojence, někoho na protiváhu Sovětskému svazu v období Studené války. Vzhledem k tomu, že Sovětský svaz měl konexe v Evropě a Čína jako potenciální budoucí komunistická světová velmoc se nacházela hned vedle SSSR, Spojené státy nechtěly dopustit, aby tyto dvě země uzavřely spojenectví, proto začaly usilovat o zlepšení vztahů s Čínskou lidovou republikou.
V letech 1955 až 1975 proběhla válka ve Vietnamu, kdy se Spojené státy americké, ve snaze zabránění šíření komunismu, společně s dalšími státy postavily na stranu jižního Vietnamu, tedy toho proamerického. ČLR společně se Sovětským svazem se naopak postavili na stranu severního komunistického Vietnamu. Tato válka, mimo jiné, velmi negativně ovlivnila vztahy Čínské lidové republiky a Spojených států amerických.

## Prezident Nixon v Číně
Návštěva ČLR americkým prezidentem Richardem Nixonem byla velmi dlouho a pečlivě připravována. Asistent prezidenta Henry Kissinger se dokonce zmínil, že nikdy neslyšel o tom, že by nějaká cesta prezidenta byla tak pečlivě a dlouho dopředu plánována, ani že by se nějaký prezident na nějakou cestu tak pečlivě a svědomitě připravoval. Henry Kissinger ve své knize zmiňuje (2006, s. 300-500), že ještě před cestou samotnou bylo jisté, že nejvíce času, během Nixonovy návštěvy, zabere otázka Tchaj-wanu. Tým amerického prezidenta byl připraven na všechno, dokonce měli sestavené brožury, kde byla sepsána pravděpodobná stanoviska, která Čína při různých rozhovorech zaujme.
Ráno 21. února 1972 přistáli představitelé USA v Šanghaji. Ještě ten den se prezident setkal s předsedou Komunistické strany Číny Mao Ce-tungem, společně řešili čínsko-americké vztahy a mezinárodní záležitosti. Jak píše Henry Kissinger, „každá návštěva Číny byla jako pečlivě nacvičená hra, v níž nebylo nic náhodného a v níž přesto všechno působilo spontánním dojmem“ (Kissinger, 2006, s. 200-300). Během celé návštěvy osnoval náměstek ministra zahraničí ČLR a Henry Kissinger Šanghajské komuniké. Při jednáních se u žádného bodu komuniké nevyskytl žádný větší problém, jen u jednoho – konečná pasáž o Tchaj-wanu. Premiér Čou En-laj (Zhou Enlai) v zájmu Tchaj-wanu zdůrazňoval, že chce ostrov „osvobodit“ mírovou cestou a trval na tom, že to je čínskou interní záležitostí. Celá návštěva probíhala spíše neutrálně než přátelsky, a to jak ze strany Číny, tak ze strany Spojených států.

## Šanghajské komuniké
Podepsání Šanghajského komuniké sice způsobilo senzaci v západních zemích, ale sino-americké vztahy se nijak rapidně nezlepšily. Čína a Spojené státy byly někde mezi postupným rozmrazováním vztahů a dramatickým pokrokem. Za komplikace v rozvoji vztahů mohou konflikty v čínské domácí politice a teprve jejich vyřešení vede k lepší cestě pro vytvoření diplomatických vztahů. Pro Čínskou lidovou republiku podepsání Šanghajského komuniké znamená, že národní bezpečnost je nejdůležitější faktor v diplomatické strategii. Šanghajské komuniké též výrazně podpořilo a posílilo pragmatické tendence, které byly v té době na vzestupu. Spojené státy americké, které byly největším nepřítelem Číny, byly najednou silným spojencem. Země, která byla tak dlouho nepřístupná ostatním zemím, se najednou znovu otevřela a obyvatelé Číny se začali učit více o světě za hranicemi.
V komuniké jsou pro Čínu nejdůležitější následující čtyři body. Za prvé, nikdo nebude hledat hegemonii v oblasti asijského Pacifiku a každý bude zároveň proti úsilí o vytváření takových hegemonií. Za další, že ani jeden ze států nebude vyjednávat jménem jakékoliv třetí strany, ani s ní podepisovat jakékoliv smlouvy a dohody, které by byly v jejím zájmu. Za třetí, žádná z uvedených zemí (Čína, USA) spolupracující s nějakou jinou zemí proti zemi jiné nesmí rozdělovat zemi do sfér zájmů. A za čtvrté, USA musí uznat, že existuje pouze jedna Čína, že Tchaj-wan je součástí Číny a že USA stáhne vojenské jednotky z území Tchaj-wanu, a tak přispěje k menšímu napětí mezi zeměmi.

## Dopad Šanghajského komuniké na Tchaj-wan
Spojené státy americké v roce 1969 přislíbily podporu Tchaj-wanu, mimo jiné vojenskou, a zároveň vylepšení vztahů s Pekingem. V roce 1971 se americký úřad poprvé oficiálně vyjádřil, že by Spojené státy byly rády, kdyby byla Čínská lidová republika součástí mezinárodních organizací. První změna ohledně Tchaj-wanu přišla také v roce 1971, kdy se Spojené státy vyjádřily, že závislost či nezávislost Tchaj-wanu na Číně je prozatím neurčena. Nixon tedy upustil od prodávání zbraní na Tchaj-wan, stáhl některé části vojenské podpory. S těmito kroky byla Čína spokojená a došlo tedy k tomu, v co Nixon celou dobu doufal, tedy k pozvání do Číny. V té době ještě Nixon uznával, že obě Číny by mohly mít křeslo v OSN zvlášť a že obě Číny mohou mít svoji vlastní vládu. Během posledního dne jeho návštěvy Čínské lidové republiky bylo podepsáno Šanghajské komuniké, které změnilo vztah USA vůči Tchaj-wanu. Konkrétně se to týkalo části komuniké, kde se píše, že je pouze jedna Čína a že Tchaj-wan je součástí Číny a Spojené státy americké to nebudou nijak zpochybňovat. Veškerá mírová ujednání ohledně Tchaj-wanu si vyřeší Číňané sami a USA stáhne veškeré vojenské jednotky z Tchaj-wanu. Tchaj-wan tedy ztratil židli v OSN, tedy byl nahrazen Čínskou lidovou republikou.
Nixon byl po dlouhá léta pevným zastáncem Tchaj-wanu a samotného Čankajška, celkové vazby mezi Tchaj-wanem a USA byly více než přátelské, a tak když USA začalo vyjednávat s Čínou, jako první musely Spojené státy uklidnit Tchaj-pej, proto byl na začátku 70. let na Tchaj-wan vyslán Ronald Reagan jako vyslanec prezidenta Nixona a přislíbil, že vazby mezi Tchaj-wanem a Spojenými státy nebudou nijak narušeny. Po podepsání Šanghajského komuniké bylo však jasné, že pozice Tchaj-wanu se výrazně změnila. ČLR chtěla po USA pouze tři věci, konkrétně, aby USA ukončilo diplomatické vztahy s Čínskou republikou na Tchaj-wanu, aby USA zrušilo americko-tchajwanskou obrannou smlouvu z roku 1954 a aby USA stáhlo veškeré americké síly z Tchaj-wanu. Nixon nejdříve zaváhal, protože si byl vědom, že v rozhodnutí se odrazí mezinárodní obraz USA, avšak vztah s Čínou byl v té době větší priorita.

## Závěr
Podepsání Šanghajského komuniké byl obrovský krok kupředu. Komuniké nejvíce vyšlo vstříc Číně, ale Spojené státy americké, i když to tak nevypadá, dostaly všechno, co původně zamýšlely, na čemž má obrovský podíl asistent prezidenta Henry Kissinger, který sice stojí v pozadí událostí, ale je významnou osobností v novodobých dějinách USA. Na požadavky Tchaj-wanu nebyl nikdy brán žádný větší ohled. Tchaj-wan tedy přišel o jednoho z největších spojenců a dodavatelů zbraní, ztratil křeslo v OSN a oficiálně se stal součástí Čínské lidové republiky. Přesto všechno Spojené státy chtěly za každou cenu zůstat s Tchaj-wanem v dobrém vztahu, a tak byl v roce 1979 sepsán dokument, který se nazývá „Taiwan Relations Act.“ Tento dokument slouží k ochraně Tchaj-wanu Spojenými státy, které se v této smlouvě mimo jiné zavazují pomoci Tchaj-wanu, jestliže bude napaden nebo obsazen Čínskou lidovou republikou, ve smlouvě už však není nikde uvedeno, jakou formou by pomoc měla být.